# 4745 Nancymarie
A 4745 Nancymarie (ideiglenes jelöléssel 1989 NG1) a Naprendszer kisbolygóövében található aszteroida. Henry Holt fedezte fel 1989. július 9-én.